# Temptress Moon
Temptress Moon (xinès tradicional: 風月, xinès simplificat: 风月, pinyin: 'Fēng yuè') és una pel·lícula xinesa de 1996, dirigida per Chen Kaige. Els seus dos protagonistes principals són Leslie Cheung i Gong Li, que anteriorment ja havien treballat junts en un altre film.
Aquesta pel·lícula es va poder veure pel canal TV3, el dilluns, 4 de desembre del 2000.

## Argument
Als anys 20, Xina viu en un nou règim. Els Pang, família rica i tradicionalista que viu a prop de Xangai, es va desfent: La seva decadència es deu a la seva resistència als canvis i pel consum d'opi. Quan Pang Zhengda mor convertit en una ruïna física i psíquica, Ruyi es fa càrrecs dels afers familiars. Compta amb la col·laboració del seu cosí Duanwu. Procedent de Xangai, Zhongliang, té la missió de seduir Ruyi.

## Repartiment
- Gong Li: Pang Ruyi
- Leslie Cheung: Zhongliang, cunyat de Ruyi
- Kevin Lin: Pang Duanwu, cosí llunyà
- He Caifei: Yu Xiuyi, germana de Zhongliang
- Yin Tse (Xie Tian "Biggie", cap de la màfia xinesa. Per extorsionar utilitza Zhongliang com a gigoló)
- Chang Shih: Li Niangjiu
- Lin Liankun: Pang An
- Ge Xiangting: Qi
- David Wu: Jingyun, promès de Ruyi a la infància
- Zhou Jie: esposa de Zephyr Lane. Sotmesa a xantatge
- Zhou Yemang: Pang Zhengda, germà de Ruyi i casat amb Yu Xiuyi
- Lei Ren (nen Yu Zhongliang)
- Ying Wang (nena Pang Ruyi)
- Lin Ge(nen Pang Duanwu)

## Premis i nominacions
Entre altres:
- Seleccionada per la Palma d'Or del Festival Internacional de Cinema de Canes (1996)
- Hong Kong Film Awards (1997): Gong Li nominada millor actriu. Nominats: Christopher Doyle(director de fotografia) i Wong Hap-Kwai (direcció artística).